# 포르타 푸르바역
포르타 푸르바 - 콰드라로 역(이탈리아어: Porta Furba-Quadraro)은 로마 지하철 A선의 역 중 하나이다. 이 역은 투스콜라나 가의 트리부니 광장과 몬테 델 그라노 사이에 위치해 있다.
역 바로 근처의 정거장에서 라치오 전철 FR4, FR6, FR7, FR8과 환승 가능하다.

## 시설
포르타 푸르바 역에는 다음과 같은 시설이 있다.
- 매표소
- 에스컬레이터
- 역 감시카메라 (CCTV)

## 역 주변
- Torpignattara
- Mandrione
- Acquedotto Felice
- Quadraro
- Porta Furba